# Панайот Волов (стадион)
„Панайот Волов“ е клубният стадион на ПФК „Панайот Волов“ в Шумен.
Той се намира на около 1 километър от централната част на Шумен и е лесно достъпен по булевард „Симеон Велики“, една от основните пътни артерии в града.
Стадионът е с капацитет 24 390 места, от които 21 765 са седящи. В последните години състоянието на съоръжението се е влошило значително, и поради тази причина по време на мачове за публиката са отворени само секторите 'А' и 'В', както и малкия сектор за гости. По този начин реалният капацитет на стадиона намалява до около 12 000 души.
„Панайот Волов“ е домакин и на няколко концерта всяко лято, като за целта се използва 'английският' сектор 'Б', който може да събере близо 10 000 души. През 80-те и 90-те години на миналия век стадионът е побирал дори 30 хиляди души.